# Кивиярви (озеро, Поросозерское сельское поселение, западное)
Ки́вия́рви (фин. Kivijärvi) — озеро на территории Поросозерского сельского поселения Суоярвского района Республики Карелия.

## Общие сведения
Площадь озера — 0,5 км². Располагается на высоте 150,9 метров над уровнем моря.
Форма озера лопастная, продолговатая, вытянутая с северо-запада на юго-восток. Берега каменисто-песчаные, отчасти заболоченные.
С юго-востока в озеро втекает небольшой безымянный ручей, вытекающий из безымянной ламбины.
Сток из озера происходит через короткую протоку в северо-западной оконечности озера, которая втекает в озеро Котаярви, из которого вытекает безымянный ручей, втекающий в реку Рихилампи, которая, в свою очередь, впадает в озеро Кюляярви, откуда вытекает река Кюляйоки, впадающая в Койтайоки.
Название озера переводится с финского языка как «каменное озеро».
Код водного объекта в государственном водном реестре — 01050000111102000011530.